# Salix discolor
O Salix discolor é uma espécie de salgueiro, com cerca de 6 metros de altura. Também é chamado de salgueiro-gato.

## A origem do nome
Há muitas primaveras, de acordo com uma antiga lenda polonesa, pequenos gatinhos brincavam caçando borboletas, à beira de um rio, quando de repente caíram nele. A mãe gata, desesperada, sem saber como salvá-los, começou a chorar e gritar por socorro.O Salgueiro, à margem do rio, inclinou seus longos ramos, graciosamente para dentro dele. Os gatinhos se agarraram com força aos galhos do Salgueiro e se salvaram.Desde então, na primavera, dos ramos do salgueiro brotam pequenas flores, que lembram a pelúcia dos gatinhos, que um dia os ramos salvaram.